# Nações G4
O G4 é uma aliança entre Alemanha, Brasil, Índia e Japão, com o objetivo de apoiar as propostas uns dos outros para ingressar em lugares permanentes no Conselho de Segurança das Nações Unidas. Diferentemente de outras alianças similares como o G7, onde o denominador comum é a economia ou motivos políticos a longo termo, o objetivo é apenas buscar um lugar permanente no Conselho.
A ONU possui atualmente cinco membros permanentes com poder de veto no Conselho de Segurança: China, Estados Unidos, França, Reino Unido e Rússia. Além disso, ainda há dez membros não permanentes (mas sem o poder de vetar as pautas).
Enquanto quase todas as nações concordam com o princípio que a ONU precisa de uma reforma que inclui expansão, poucos países desejam negociar quando a reorganização deve acontecer. Também há descontentamento entre os membros permanentes atuais quanto à inclusão de nações controversas ou países não apoiados por eles. Por exemplo, a República Popular da China é contra a entrada do Japão e a Alemanha não recebe apoio dos EUA.
A França e o Reino Unido anunciaram que apoiam as reivindicações do G4, principalmente o ingresso da Alemanha e do Brasil. Uma questão importante são os países vizinhos (com chances menores de ingressar) aos que propõem a entrada que frequentemente são contra os esforços do G4: o Paquistão é contra a entrada da Índia; a Coreia do Sul e a China são contra o Japão; a Argentina e o México são contra o Brasil e a Itália é contra a Alemanha; formando um grupo que ficou conhecido como Coffee Club, contra a expansão do Conselho por aqueles que a propõem.
Em 4 de agosto de 2005, foi anunciado que a China e os EUA entraram em acordo para bloquear a proposta do G4.
O Japão criticou a proposta apresentada por Brasil, Alemanha e Índia para reformar o Conselho de Segurança da ONU em 6 de janeiro de 2006. O país considera que há escassas possibilidades de obter os apoios necessários. Essas críticas complicaram o ambiente no grupo que, até então, tinha uma causa comum. O Japão, no entanto, parece ter voltado atrás na sua decisão, pois a partir de julho de 2007 ele voltou a se reunir com o grupo em Nova Iorque para discutir a reforma do Conselho de Segurança.